# Vector Graphics Vector 1
Vector Graphics Vector 1 (Vector 1) је био професионални рачунар фирме Vector Graphics који је почео да се производи у САД од 1976. године.
Користио је Intel 8080A као микропроцесор. RAM меморија рачунара је имала капацитет од 1 Kb, прошириво до 64 Kb.

## Детаљни подаци
Детаљнији подаци о рачунару Vector 1 су дати у табели испод.
|                       |                                      |
| [ 1 ]                 |                                      |
| Произвођач            |                                      |
| Тип                   | професионални рачунар                |
| Меморија              | 1 , прошириво до 64 .                |
| Поријекло             | Сједињене Америчке Државе            |
| Година                | 1976                                 |
| Тастатура             | зависи од коришћеног видео терминала |
| Процесор              |                                      |
| Фреквенција процесора | 2                                    |
| RAM                   | 1 Kb. прошириво до 64 .                |
| ROM                   | 512 бајтова (Bootstrap)              |
| Текст                 | обично 80 знакова x 25 линија        |
| Графика               | нема                                 |
| Боја                  | једна боја                           |
| Звук                  | нема уграђени звучник                |
| Димензије             | непознато                            |
| Портови               |                                      |
| Оперативни систем     |                                      |